# 何杰 (田径运动员)
何杰（1998年12月27日—），宁夏银川人，中国长跑运动员，曾以2小时07分30秒刷新了男子马拉松的中国全国纪录。

## 生平
1998年12月，何杰出生在宁夏回族自治区平罗县灵沙乡。小学五年级，何杰在校运会上拿到了800米和1500米两项冠军。 2013年，何杰开始练习中长跑。
2014年，宁夏田径队教练到平罗县选拔队员，何杰被看中选拔进入专业队，开始专攻5000米和10000米。同年，在宁夏自治区第十四届运动会中，何杰获得5000米银牌和1万米银牌。
2016年，何杰以陪练身份到山东队训练。

## 马拉松比赛生涯
2017年，何杰回到宁夏队，开启个人马拉松比赛生涯。
2018年，在2018年长春马拉松中，何杰取得了2小时28分00秒的成绩，开启个人马拉松比赛生涯。同年，何杰考入宁夏大学体育学院。于2022年毕业于运动训练专业。 
2019年，在秦皇岛马拉松中，何杰以2小时18分35秒的成绩获得亚军。
2020年，在2020年南京马拉松中，何杰取得2小时15分33秒的成绩。11月，何杰入选中国国家马拉松集训队。
2021年3月，在徐州马拉松中，何杰取得2小时12分00秒的成绩，达标国际运动健将，成为宁夏首位田径国际级运动健将。4月18日，在2021淮安马拉松比赛中，何杰以2小时14分14秒的成绩获得个人职业生涯的第一个全马冠军。 9月26日，何杰以2小时14分56秒的成绩获得中华人民共和国第十四届运动会田径男子马拉松第4名。
2022年9月，在2022柏林马拉松中，何杰以2小时11分18秒的成绩获得第16名，创造该项目个人最好成绩。11月6日，在2022北京马拉松比赛中，何杰以2小时21分26秒的成绩获得季军。
2023年2月19日，在2022深圳马拉松中，何杰以2小时13分30秒获得冠军，成为首位获得深圳马拉松全程男子组冠军的中国选手。 4月，武汉马拉松，何杰获得冠军。2023年4月26-28日，参加2023年全国田径大奖赛第2站。
2023年3月19日，在2023年无锡马拉松，何杰以2小时07分30秒的成绩打破全国纪录。打破任龙云在2007年创造的2小时08分15秒的全国纪录，并达标巴黎奥运会。杨绍辉创造了2小时7分49秒的成绩，同样超过了任龙云的纪录。
2023年5月21日在银川马拉松，何杰以2小时15分26秒的成绩夺得亚军并刷新了中国选手在银马的赛事记录。
2023年10月5日，何杰奪得杭州亚运会田径男子马拉松冠军，這也是中國在亞運會該項目上的首金。

### 爭議
2024年4月14日，何杰在北京半程马拉松比赛中奪冠，但是他的冠軍被質疑是保送的，引起爭議。三名非洲选手被指控故意放水让何杰夺冠。三名非洲跑者之一的肯尼亚运动员威利·姆南加特（Willy Mnangat）承认自己是有意“让何杰夺冠”，但这并不是作弊，因为他認為自己本就是何杰的配速员。北京半程马拉松组委会隨後开启专项小组介入调查。4月19日，北京半程马拉松组委会公布处理结果，比赛赞助商、筹办单位和赛事合作伙伴特步未对配速员进行明确标注，导致承办单位中奥路跑未向组委会报备，将4名配速员报名为特邀运动员参赛，比赛期间1名外籍配速员自行退赛。组委会决定取消何杰及三名配速员的比赛成绩，收回奖杯、奖牌和奖金。同时解除中奥路跑的比赛承办资格，取消本赛期内特步赛事合作伙伴资格。